# Округ Линколн (Тенеси)
Округ Линколн (енгл. Lincoln County) је округ у америчкој савезној држави Тенеси.

## Демографија
По попису из 2010. године број становника је 33.361, што је 2.021 (6,4%) становника више него 2000. године.
| Група             | 2000.          | 2010.          |
| Белци             | 28.089 (89,6%) | 29.402 (88,1%) |
| Афроамериканци    | 2.304 (7,4%)   | 2.269 (6,8%)   |
| Азијати           | 100 (0,3%)     | 122 (0,4%)     |
| Хиспаноамериканци | 321 (1,0%)     | 885 (2,7%)     |
| Укупно            | 31.340         | 33.361         |